# Guy de Mazirot

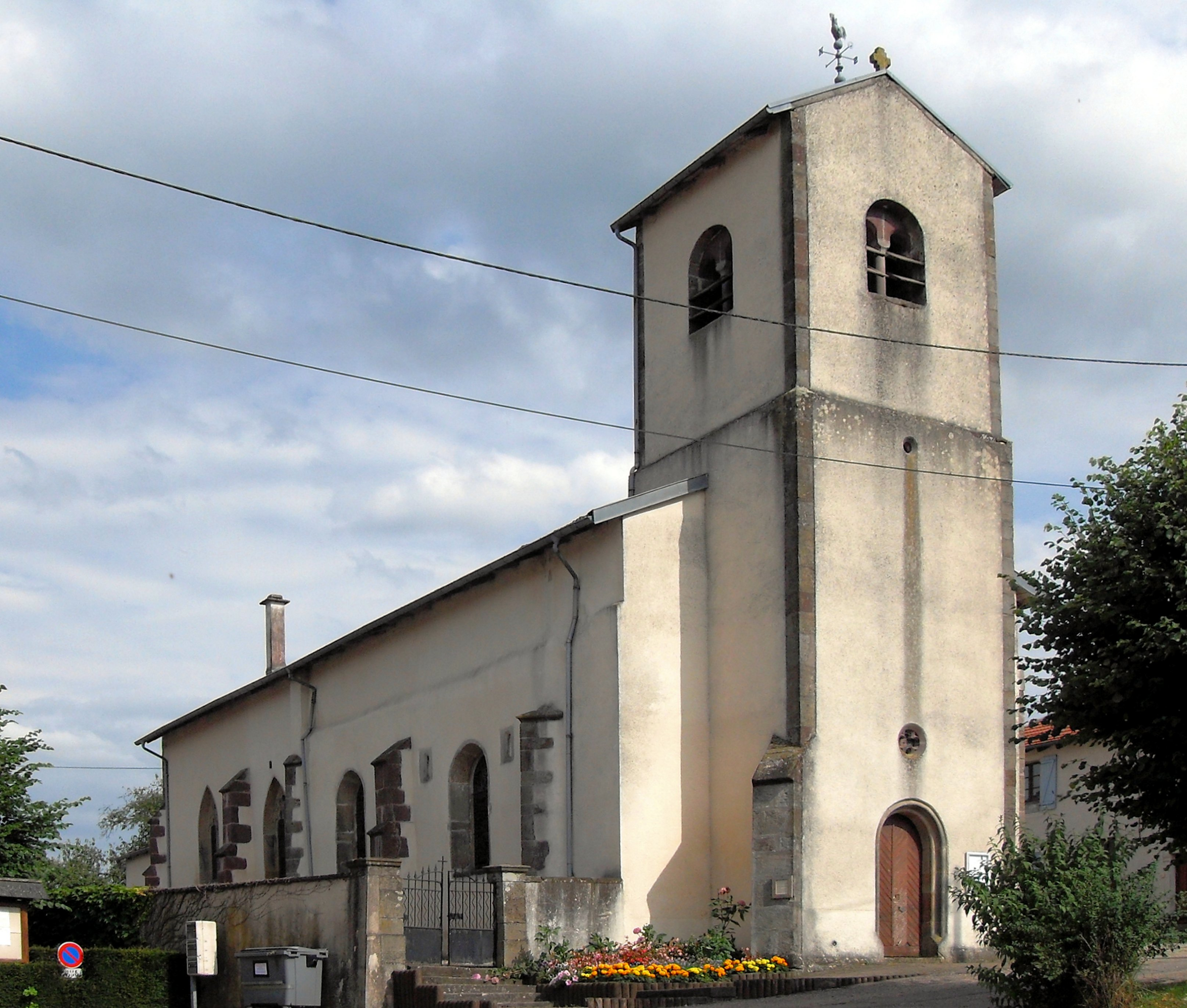
Die Kirche Saint-Pierre-aux-Liens (St. Peter in Ketten) in Mazirot, Grablege des Seigneur Guy de Mazirot

Guy de Mazirot (Guy de Mazeroy; † 2. Juli 1431 nahe Bulgnéville) war ein lothringischer Ritter, Seigneur von Maseroy und Offroycourt, und Gefolgsmann von René d’Anjou.
Er entstammte einem lothringischen Rittergeschlecht, das seit der Mitte des 13. Jahrhunderts erwähnt wird. Vor dem 13. Dezember 1425 zum Ritter geschlagen, kämpfte er in der Schlacht von Bulgnéville auf der Seite von René d’Anjou, Herzog von Bar und Lothringen. Guy de Mazirot wurde bei der Verteidigung des Herzogs getötet, der kurz darauf in die Gefangenschaft der Vaudémont geriet, und wurde in der herrschaftlichen Kapelle der Kirche von Mazirot beigesetzt, wo sein Grabmal erhalten ist.